# Pałac w Obudnie
Pałac w Obudnie – zabytkowy pałac we wsi Obudno.
Pałac wybudowany dla Sylwestra Biberstein-Paruszewskiego herbu Rogala, syna Stanisława i Antoniny Trzebińskiej, który przed 1839 ożenił się z Marianną Jaczyńską herbu Dąbrowa. Od frontu ryzalit z portykiem in antis zamkniętym arkadowym łukiem, w którym nad portalem wejściowym znajduje się kartusz z herbem Rogala.
Obiekt jest częścią zespołu pałacowego z połowy XIX w., przebudowanego pod koniec XIX w., w skład którego wchodzi jeszcze park.

Rogala (herb szlachecki)